# The Mighty Macs
The Mighty Macs è un film americano del 2009, diretto del regista Tim Chambers. 
Protagonista della pellicola è Carla Gugino nel ruolo di Cathy Rush, un'allenatrice di basket femminile. 
Il film è stato presentato nel 2009 all'Heartland Film Festival ed è uscito nelle sale negli Stati Uniti il 21 ottobre 2011. In Italia è stato trasmesso il 5 agosto 2013 sul canale Rai 3.

## Trama
Nel 1971, Cathy Rush accetta un lavoro come allenatrice di basket femminile del Collegio Immacolata. Rush deve affrontare perenni sfide con l'allenamento delle ragazze e inoltre deve guidare il campionato di basket femminile nel timore che la scuola venga venduta.

## Produzione
Il film è stato girato nel 2007, ma pubblicato solo nel 2011 a causa delle difficoltà di trovare un distributore.
Il regista Tim Chambers aveva un accordo di distribuzione potenziale con la Disney, ma quest'ultimo non è andato poi a buon fine a causa di alcune divergenze sul rating del film.
Chambers ha infine stabilito un accordo con la Freestyle Releasing e il film ha debuttato quattro anni dopo aver completato le riprese.
Alcune scene sono state girate alla West Chester University in West Chester (Pennsylvania).